# SY Morning

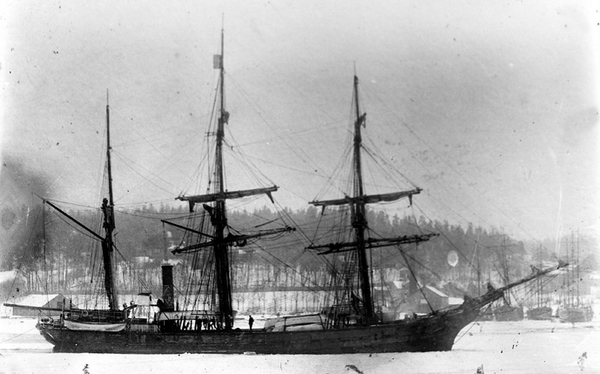
Барк Morgenen, 1871 год

SY Morning — пароходный барк, построенный для Свена Фойна и Джилиуса Хансена в норвежском городе Тёнсберг в 1871 году. Изначально судно имело название Morgenen (рус. Утро) и представляло собой китобойный-зверобойный барк, спроектированный для плавания в любых морях. Morgenen был самым большим судном в полярной флотилии Фойна.

Morgenen был именно тем судном, в составе команды которого молодой Руаль Амундсен совершил своё первое арктическое плавание.
В 1901 году Morgenen за £ 3 880 был куплен сэром Клементом Маркэмом, президентом Королевского географического общества Великобритании, и использовался в качестве вспомогательного судна в экспедиции «Дискавери» Роберта Фолкон Скотта 1901—1904 годов. Morgenen совершил два плавания в Антарктику для снабжения и помощи экспедиции. Между этими двумя плаваниями Morgenen был переименован в Morning (рус. Утро).
Осенью 1914 года судно потерпело кораблекрушение у Фарерских островов направляясь в Белое море, выполняя доставку боеприпасов для Российской Империи во время Первой мировой войны.

## Характеристики судна и состав команды
Валовая вместимость 437; Зарегистрированный тоннаж: 297. Длина: 140 футов (43 м.); Ширина: 31,5 футов (9,6 м.). Осадка в снаряжённом состоянии: от 3,7 до 4,7 м. В гружёном состоянии: от 5,2 до 5,8 м.
В 1902 году, отплывая из Лондона, экипаж состоял из восьми унтер-офицеров, девяти моряков и трёх матросов.

Офицерами были: капитан Уильям Колбек, Руперт Энгланд (первый офицер), Эдвард Эванс (второй офицер), Джеральд Дурлай (третий офицер), мичман Д. Ф. А. Малокк, доктор Г. A. Дэвидсон, Дж. Д. Моррисон (главный инженер) и Ф. Л. Мейтленд-Сомервилл и Невилл Пеппер (курсанты).

## Первое плавание в Антарктику
Morning покинул Лондон 2 июля 1902 года и прибыл в Литтелтон 16 ноября того же года, сделав по пути остановку на Мадейре.

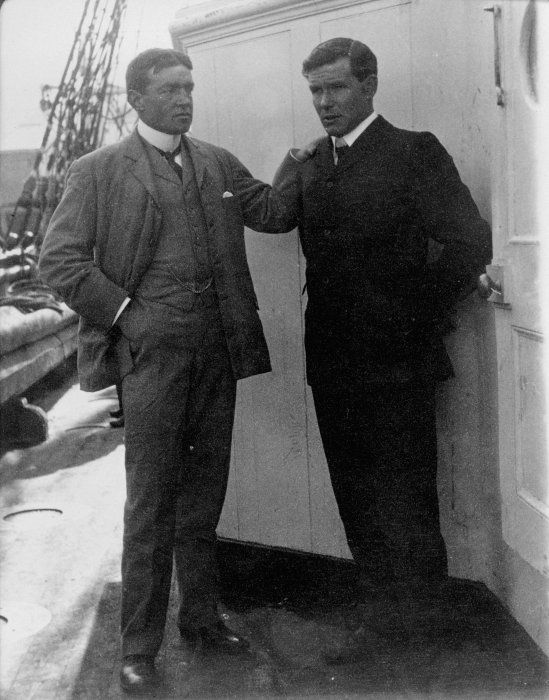
Сэр Эрнест Шеклтон (слева) и д-р Джордж Дэвидсон на борту Morning

Morning отплыл из Литтелтон 6 января. На Рождество, экипаж судна увидел два неизвестных ранее острова, назвав их Остров Скотта (англ. Scott Island) и Haggitt’s Pillar. Была произведена высадка на острова, которые были объявлены собственностью Британской империи. Тогда же были собраны некоторые научные образцы. Перед отплытием судно Morning в течение 20 минут не могло сняться с мели.
В Антарктиде Morning пошёл по заранее оговорённым точкам, где могло быть оставлено сообщение с точными координатами места зимовки Discovery. На Мысе Крозье такое сообщение было обнаружено и незадолго до полуночи 23 января 1903 года экипаж увидел в дали высокие мачты экспедиционного судна, обследовав до этого более 500 миль побережья Антарктиды.
Когда стало очевидным, что лёд между судами достаточно крепок, грузы были перевезены на собачьих упряжках на Дискавери, а на борт Morning поднялся Эрнест Шеклтон (официальная причина его отбытия была связана с состоянием здоровья, однако по мнению некоторых исследователей, Скотт не мог смириться с популярностью ирландца в команде и хотел от него избавиться). Кроме него на Morning перешли ещё несколько членов экспедиции Скотта. Малокк занял своё место на Discovery и 2 марта года Morning покинул Мак-Мердо. Лейтенант Эванс описал отплытие следующим образом:

Мы смотрели с кормы на небольшую группу людей, сгрудившихся в печальном одиночестве на краю ледяного моря… Мы смотре на них, пока экипаж Скотта окончательно не исчез из вида, и тогда бедный Шеклтон… потерял самообладание и зарыдал.
Morning прибыл в Новую Зеландию 25 марта 1903 года.
Журнал похода, составленный моряком Леонардо Берджессом, хранится в библиотеке Macmillan Brown Library Университета Кентербери.

## Второе плавание в Антарктику

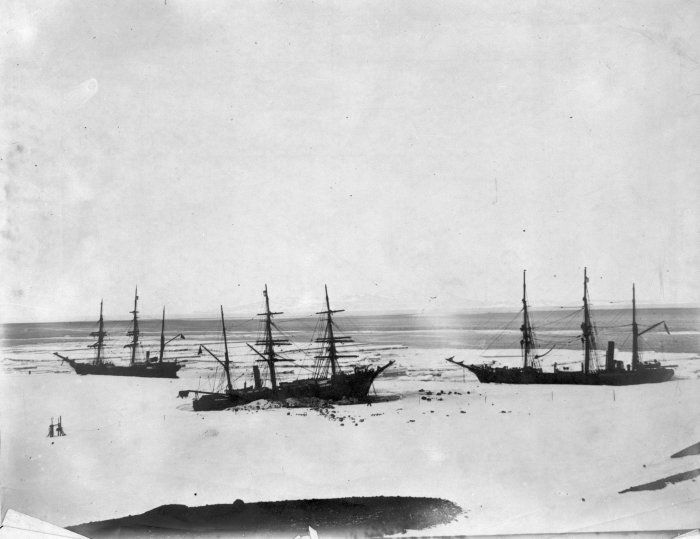
«Discovery», «Morning» и «Terra Nova» в проливе Мак-Мердо, февраль 1904 года

Morning вернулся в Антарктику во второй раз, когда по завершении экспедиции оказалось, что главное экспедиционное судно затёрто льдами и не сможет выйти в открытое море самостоятельно. Morning, вместе с бывшим китобойным судном Terra Nova, встретились с Discovery 5 января 1904 года на мысе Хат-Пойнт. 18 миль отделяло Discovery судно от открытой воды. В течение семи дней Terra Nova пробивало восьмифутовый лёд бортовыми орудиями. 14 января суда встретились и уже 16 января Discovery был полностью освобождён от ледяного плена. 19 февраля суда вышли из пролива Мак-Мердо и 1 апреля достигли берегов Новой Зеландии.
Журнал похода, составленный моряком Леонардо Берджессом, хранится в библиотеке Macmillan Brown Library Университета Кентербери.

## Корабельные коты
На борту Morning находилось несколько корабельных котов:
- Bobs. Принадлежал Дж. Д. Моррисону. Кот был потерян за бортом во время перехода между Новой Зеландией и Мадейрой.
- Night (рус. Ночь), чёрная кошка[12].
- Noon (рус. Полдень), белый котёнок Night[12].
- Morning (с англ. — «Утро»), серый полосатый кот, пропал за бортом[12].

Леонард Берджесс записал в походном журнале, что у Night в 11 часов 30 минут утра 24 декабря 1903 года родилось ещё пять котят.

## ПесниУтра
Дурлай записал The Songs of the Morning (рус. Песни Утра). Это была компиляция из песен, написанных во время путешествия. В большинстве случаев слова были написаны одним из офицеров и были положены на музыку самим Дурлаем. Сборник впервые был исполнен на публике в Мельбурне в Клубе Вина и Сыра (англ. Wine and Cheese Club в 1943 году. Две песни с тех времён не сохранилось.
В 2002 году была опубликована запись под названием Песни Утра: Музыкальный скетч (англ. The Songs of the Morning: a Musical Sketch). Это сборник из песен, стихов и рассказов, в основном связанных с переходом от Лондона до Литтелтона и первым плаванием в Антарктику.